# Dansk flerpolet system
Dansk flerpolet system er en speciel dansk stiktype til fremføring af 400 volt. Systemet benytter en stikprop med 4 eller 5 flade ben til hhv. N (nul), L1 (1. fase), PE (beskyttelsesleder dss. stel eller jord), L2 (2. fase) og evt. L3 (3. fase). Systemet er standardiseret til max. 16 ampere.
Stikkene kaldes ofte stadig for 380 volt-stik, da systemet er fra før standarden blev ændret fra 380 til 400 V.
Stiktypen bruges udelukkende i Danmark, og bl.a. derfor overgår mere og mere udstyr til at benytte CEE-stik i stedet. CEE-stikkene har dog den ulempe, at de fylder meget, så dansk flerpolet system benyttes stadig i dag i nyinstallationer, hvor der skal spares plads – eksempelvis bag komfurer. Stikket kaldes derfor også nogle gange for komfurstik.